# Paul Gillon
Paul Gillon (11 de maio de 1926 - 21 de maio de 2011) foi um desenhista francês especializado em quadrinhos eróticos. No Brasil, parte de sua obra foi publicada pela Martins Fontes na coleção Opera Erotica.